# Crkva Čudotvorne Gospe Sinjske
Bazilika Uznesenja Blažene Djevice Marije, poznata i kao Crkva Čudotovorne Gospe Sinjske je katolička župna i samostanska crkva s naslovom manje bazilike u marijanskom svetištu u Sinju. Građena je od 1699. do 1712. godine i do danas je zadržala svoj izvorni izgled. U crkvi se nalazi slika Gospe Sinjske, naslikana u 15. ili 16. stoljeću, koju je puk donio pred turskom najezdom iz Rame, a Sinjani okrunili u znak zahvalnosti za pobjedu nad Osmanlijama 1715. godine i ukrasili zavjetnim darovima od zlata. Franjevačka crkva i samostan Gospe Sinjske zaštićeno su kulturno dobro.

## Povijest i opis kulturnog dobra
Franjevci 1699. godine počinju gradnju crkve i samostana. Crkva je zapaljena 1715. godine i u današnjem obliku obnovljena u 18. stoljeću. Jednobrodna barokna građevina s ožbukanim zidovima i jednostavnim stropom od drvenih greda najznačajnija je zavjetna crkva u Dalmaciji, s oltarom Gospe Sinjske iz druge polovice 18. stoljeća.
Iza glavnog oltara prikaz je krunidbe Blažene Djevice Marije te Krista na križu, mozaik i vitraj akademskog slikara Josipa Botterija Dinija. Brončana vrata crkve s motivima bitke pod Starim gradom i procesijom s Gospinom slikom djelo su akademskog kipara Stipe Sikirice. Zvonik crkve visine 43 m izgrađen je od mjesnog vapnenca (kamena žestice) 1927. godine na mjestu gdje se nalazio niži zvonik iz 1775.
Zapadno i sjeverno krilo samostana su iz početka 18. stoljeća, a južno krilo, koje je bilo staro sjemenište dograđeno je krajem 20. stoljeća. U samostanu se nalaze paleontološka, arheološka, numizmatička, etnografska i zbirka umjetnina, stara samostanska knjižnica te arhiv iz doba Turaka značajan za povijest Sinjske krajine.
Dikasterij za bogoštovlje i stegu sakramenata, snagom ovlasti koje mu je dodijelio papa Franjo, proglasio ju je manjom bazilikom (basilica minor) dana 17. travnja 2024. godine, a na prijedlog splitsko-makarskoga nadbiskupa Zdenka Križića.

## Zaštita
Pod oznakom Z-5027 zavedena je kao nepokretno kulturno dobro - pojedinačno, pravna statusa zaštićena kulturnog dobra, klasificirano kao "sakralna graditeljska baština".

## Vanjske poveznice
- Crkva Čudotvorne Gospe Sinjske — Turistička zajednica Sinj  Arhivirana inačica izvorne stranice od 12. veljače 2021. (Wayback Machine)